# Pragulic
Pragulic je sociální podnik založený roku 2012 třemi studenty. Hlavní činností je zprostředkovat veřejnosti kontakt se světem lidí bez domova, prostřednictvím prohlídek města Prahy.
V současnosti zaměstnává osoby bez domova, kteří působí jako průvodci. Zároveň roku 2017 rozšířil svoji aktivitu a zaměstnává osoby bez domova jako vrátné v Pražském kreativním centru.
Každý z průvodců má svou vlastní speciální trasu, během které vypráví o různých tématech týkajících se života na ulici. Jsou to např. prostituce, distribuce a užívání návykových látek, život na ulici, specifika ženského bezdomovectví, závislosti, historické památky.
Mezi jejich průvodce patří například Karim (Karel Lampa) a Jan Badalec, který zemřel 30. března 2016.
Ředitelkou a spoluzakladatelkou Pragulicu je Mgr. Tereza Jurečková, sociální podnikatelka, která se věnuje také oblasti PR a akademické činnosti.

## Ocenění
- Social Impact Award 2012: vítěz komunitního hlasování v České republice[6]

- SozialMarie Prize for Social Innovation 2013: oceněný projekt[7]

- Cena Nadace ERSTE za přínos sociální integraci 2013: oceněný projekt[8]

- Fidelity Future Impact Prize: vítěz hlasování komunity[9]

- CESA (Central Europian Startup Award) – finalista soutěže pro středoevropské startupy[10]

- EY podnikatel roku: společensky prospěšný podnikatel roku 2014[11]